# Liste des Russes lauréats du prix Nobel
Liste des Russes lauréats du prix Nobel
Cette liste reprend les noms des citoyens de l'Empire russe, de l'URSS ou de la fédération de Russie au moment de recevoir le prix ou à un autre moment de leur vie. Il faut remarquer que Mikhaïl Cholokhov est le seul récipiendaire citoyen de l'Union soviétique qui a reçu le prix Nobel avec l'approbation du gouvernement de l'URSS. Les autres étaient soit exilés, soit dissidents, soit avaient changé de nationalité, soit se sont vu interdire par les autorités de l'Union soviétique de recevoir le prix sous peine d'être exilés (Boris Pasternak par exemple) et ce jusqu'à la création de la fédération de Russie. Le nombre de lauréats repris dans la liste est de 12 pour le prix de Physique, 5 pour celui de littérature, 3 pour celui de Physiologie ou Médecine, 3 pour celui de la Paix, 2 pour celui de Chimie et 2 pour celui d'Économie.

## Lauréats citoyens de l'Empire russe, de l'URSS ou de lafédération de Russie
| Année | Lauréat                | Domaine                 | Remarques | Pays                                                     |  |
| ----- | ---------------------- | ----------------------- | --- | -------------------------------------------------------- |  |
| 1904  | Ivan Petrovich Pavlov  | Physiologie ou médecine | Premier lauréat russe | Empire russe                                             |  |
| 1908  | Ilya Ilitch Metchnikov | Physiologie ou médecine | Conjointement avec l'Allemand Paul Ehrlich pour leurs travaux sur l'immunité | Empire russe                                             |  |
| 1933  | Ivan Bounine           | Littérature             | Premier lauréat russe de littérature mais il était exilé en France à l'époque de l'attribution. | France (exilé de l'URSS)                                 |  |
| 1956  | Nikolaï Semionov       | Chimie                  | Premier lauréat russe en Chimie | Union soviétique                                         |  |
| 1952  | Selman Waksman         | Medecine                | Né dans l'Empire russe | États-Unis(depuis 1910)                                  |  |
| 1958  | Boris Pasternak        | Littérature             | Le gouvernement de l'URSS lui a interdit d'accepter le prix. | Union soviétique                                         |  |
| 1958  | Igor Tamm              | Physique                | Trois co-lauréats | Union soviétique                                         |  |
| 1958  | Ilya Frank             | Physique                | | Union soviétique                                         |  |
| 1958  | Pavel Cherenkov        | Physique                | | Union soviétique                                         |  |
| 1962  | Lev Landau             | Physique                | Landau a été récompensé pour ses théories en Physique de la matière condensée en particulier sur l'hélium liquide | Union soviétique                                         |  |
| 1964  | Nikolay Basov          | Physique                | Deux co-lauréats | Union soviétique                                         |  |
| 1964  | Alexandre Prokhorov    | Physique                | | Union soviétique                                         |  |
| 1965  | Mikhaïl Cholokhov      | Littérature             | Pour son ouvrage Le Don paisible. | Union soviétique                                         |  |
| 1970  | Alexandre Soljenitsyne | Littérature             | Alexandre Soljenitsyne est expulsé d'URSS et privé de sa citoyenneté soviétique en 1974. | Union soviétique                                         |  |
| 1973  | Wassily Leontief       | Economie                | Premier lauréat russe en Économie. Exilé depuis 1925. | États-Unis ( y émigra en 1931)                           |  |
| 1975  | Andreï Sakharov        | Paix                    | Premier lauréat russe de la Paix | Union soviétique                                         |  |
| 1975  | Leonid Kantorovich     | Économie                | | Union soviétique                                         |  |
| 1977  | Ilya Prigogine         | Chimie                  | Prigogine est né à Moscou et passa quelques années en URSS avant de s'installer en Belgique où il reçut la nationalité belge en 1949                                                                                      | Belgique                                                 |  |
| 1978  | Pyotr Kapitsa          | Physique                | (Il n'a reçu qu'un moitié du prix, l'autre moitié a été remise à Arno Allan Penzias et à Robert Woodrow Wilson). Ceci pour ses inventions et découvertes fondamentales dans le domaine de la physique à basse température | Union soviétique                                         |  |
| 1987  | Joseph Brodsky         | Littérature             | Russe expulsé d'URSS en 1972 | États-Unis                                               |  |
| 1990  | Mikhail Gorbachev      | Paix                    | | Union soviétique                                         |  |
| 2000  | Zhores Alferov         | Physique                | Partage le prix avec Jack Kilby et Herbert Kroemer, deux physiciens américains pour ses travaux sur la technologies de l'information et de la communication.                                                              | Fédération de Russie                                     |  |
| 2003  | Alekseï Abrikossov     | Physique                | Partagé avec Ginzburg | Fédération de Russie / États-Unis ( nationalisé en 1999) |  |
| 2003  | Vitaly Ginzburg        | Physique                | partagé avec Abrikossov | Fédération de Russie                                     |  |
| 2010  | Andre Geim             | Physique                | | United Kingdom / Netherlands                             |  |
| 2010  | Konstantin Novoselov   | Physique                | | United Kingdom / Fédération de Russie                    |  |
| 2021  | Dmitry Muratov         | Paix                    | Muratov partage le prix Nobel de la paix avec la journaliste philippino-américaine Maria Ressa. | Fédération de Russie                                     |  |